# ELMA Formosa
El ELMA Formosa fue un buque de transporte de la Empresa Líneas Marítimas Argentinas que tuvo participación en la guerra de las Malvinas. Con el objetivo de abastecer las islas, en dos oportunidades rompió el bloqueo naval británico impuesto a las aguas de las islas. El 1 de mayo de 1982 resultó dañado tras ser atacado por error por una escuadrilla de tres aviones A-4B Skyhawk de la Fuerza Aérea Sur, quedando una bomba sin explotar dentro de una de sus bodegas.

## Historia
Construido en España, el 9 de noviembre de 1977 fue botado para la Empresa Líneas Marítimas Argentina en Buenos Aires, bautizándolo Formosa. Fue incorporado al servicio el 30 de agosto de 1978. Contaba con cinco bodegas, equipo propio para descargar material pesado y cuatro grúas.

### Guerra de las Malvinas
El 13 de abril el Formosa zarpó del Puerto de Buenos Aires con destino a Puerto Deseado. Tras un cambio en el destino, partió hacia las islas el 18 de abril desde el puerto de Punta Quilla, provincia de Santa Cruz, con una carga de 3500 toneladas de materiales para el Ejército Argentino y la Fuerza Aérea Argentina. Entre los materiales había armamentos, jeeps, cañones, alimentos, cocinas de campaña, una pista de aterrizaje desarmada, durmientes, vehículos livianos, municiones y una bodega llena de combustible de aviación. El comando civil estaba cargo del capitán Juan Gregorio, mientras que el capitán de fragata Héctor D. Bianchi oficiaba de comandante militar. Tras burlar el bloqueo británico impuesto las aguas circundantes de las islas Malvinas, el buque llegó a Puerto Argentino el 20 de abril. En total, a bordo se encontraban 41 civiles de la Marina Mercante Argentina.
El buque fondeó en Puerto Groussac, al noreste de la capital isleña, porque el muelle del Apostadero Naval Malvinas no tenía el calado suficiente para las maniobras de descarga. En Puerto Groussac fue alijado por otros barcos argentinos. El 26 de abril, el capitán Bianchi fue reemplazado por el capitán de corbeta Juan C. Iannuzzo. Dos días después atracó en el muelle de Puerto Argentino, luego de realizar difíciles maniobras. Al arribar, el capitán Gregorio fue recibido por el gobernador Mario Benjamín Menéndez.
La descarga del material en el puerto se complicó rápidamente debido a la falta de vehículos suficientes para el traslado de los pertrechos y porque los guinches no soportaban el peso de los bultos, que se transportaban en cargas fraccionadas. La mayoría de los elementos transportados incluían municiones y combustible en grandes cantidades, lo que hacía que las operaciones se tornen peligrosas. Como los elementos desembarcados se amontonaban en el muelle, limitando el espacio para las maniobras, la descarga finalmente se pudo realizar gracias a la idea de utilizar la pista de aterrizaje desmontable, que llevaba el Formosa a bordo, como refuerzo. La carga de los contenedores se transportaba en entregas fraccionadas.

### Incidente
El Formosa no pudo completar su descarga, porque abandonó rápidamente Puerto Argentino en la madrugada del 1 de mayo, debido a posibles ataques británicos. Cerca del mediodía de la misma jornada, el buque fue atacado por aviones Harrier británicos que no le provocaron daños. Durante las horas de la tarde un avión no identificado lo atacó con cañones y le arrojó varias bombas. El Formosa en ese momento se hallaba en cercanías de la isla Pelada, al sur de la isla Soledad. Dos de las bombas estallaron en el agua, una chocó contra la torre de una grúa y explotó en el mar y una bomba MK82 de 250 kg, quedó alojada en una de las bodegas sin estallar. Posteriormente el buque fue ametrallado con un cañón 30 mm. No hubo bajas de la tripulación del Formosa.
El 2 de mayo el Formosa se retira de la zona de bloqueo y fondea en la bahía San Sebastián de la isla Grande de Tierra del Fuego. Allí un técnico de la base de Río Grande revisa la bomba. Ante la situación crítica, el capitán Iannuzzo y dos voluntarios procedieron a trincar la bomba con sumo cuidado con cuñas de madera y bolsas. El buque llegó a Buenos Aires el 7 de mayo con su carga sin explotar. En territorio continental, el comando del barco recibió a bordo a un especialista de la Fuerza Aérea Argentina, Suboficial Auxiliar Pedro Prudencio Miranda, para desactivar la bomba. Ésta contaba con el paracaídas de frenado y no tenía espoleta, ya que debido el golpe en la tapa de la bodega, estaba rota y las mayoría de las piezas estaban incrustadas en el interior de la bomba.
El ataque resultó ser de una escuadrilla de tres aviones A-4B Skyhawk de la Fuerza Aérea Argentina, que conformaba el Grupo 5 de Caza. Era, más exactamente, la escuadrilla Trueno conformada por el Teniente Carlos Alfredo Rinke, el Primer Teniente Carlos Cachón, el Alférez Leonardo Salvador Carmona y el Capitán Pablo Carballo.
El capitán y la toda la tripulación del Formosa fueron condecorados por el gobierno argentino por su «patriotismo e idoneidad».

### Últimos años
En 1995 fue vendido y rebautizado como Magnus Challenger. En 2001 fue renombrado como Challenger y el 6 de enero de 2004 fue desguazado en Alang, India.

## Homenajes
Una paseo jardín del barrio Villa Pueyrredón de la capital de la Argentina lleva su nombre desde 2009, en virtud de la ley 3.164 de la Ciudad de Buenos Aires. En el mismo se ha colocado una placa recordativa de mármol negro, con la inscripción de la lista de todos los tripulantes del ELMA Formosa durante el conflicto del Atlántico Sur de 1982.